# Tra Holder
Antonio Price "Tra" Holder, conosciuto anche come Antonio Price Soonthornchote (Los Angeles, 27 settembre 1995), è un cestista statunitense con cittadinanza thailandese.

## Carriera
Nell'estate 2018 viene ingaggiato dall'Auxilium Torino, ma a causa di un infortunio durante la preparazione precampionato  non torna a disposizione fino all'inizio del 2019 quando viene mandato in prestito al Skyliners Frankfurt  fino al termine della stagione.